# Премія в галузі комп'ютерів і комунікацій імені Кодзі Кобаясі
Премія в галузі комп'ютерів і комунікацій імені Кодзі Кобаясі (англ. IEEE Koji Kobayashi Computers and Communications Award) — премія, яка була заснована радою директорів організації Інституту інженерів з електротехніки та електроніки в 1986 році. Цією нагородою відзначається видатний внесок в об'єднання комп'ютерів і комунікацій.
Нагорода дістала назву на честь Кодзі Кобаясі, який був рушійною силою в просуванні використання спільно комп'ютерів і комунікацій. Нагорода може бути вручена персонально, декільком номінантам або групі, що складається не більше ніж з трьох осіб.
Одержувачі даної нагороди також отримують і бронзову медаль, сертифікат і гонорар.

## Список нагороджених

### 1980-ті
- 1988: Стюарт Векер (США) — англ. "For contributions to distributed computer network architectures and protocol."
- 1989: Александер Фрейзер (США) — англ. "For contributions to computer communications and the invention of virtual-circuit switching."

### 1990-ті
- 1990: Елвін Берлекемп (США) — англ. "For profound contributions, in mathematical theory and engineering practice, to error-correcting codes for communications and data storage."
- 1991: Стівен Лавенберг (США) та Мартін Райзер (Швейцарія) — англ. "For fundamental contributions to the theory and practice of computer and communications systems performance modeling."
- 1992: Вінтон Серф (США) та Роберт Елліот Кан (США) — англ. "For the creation of the concept of the Transmission Control Protocol/Internet Protocol architecture for packet switched internetting."
- 1993: Готфрід Унгербок (Швейцарія) — англ. "For contributions to signal processing for data communications, specifically for pioneering trellis-coded modulation."
- 1994: Джонатан Шилдс Тернер (США) — англ. "For fundamental contributions to communications and computing through architectural innovation in high-speed packet networks."
- 1995: Норман Абрамсон (США) — англ. "For development of the concept of the Aloha System, which led to modern local area networks."
- 1996: Мані Ченді (США) — англ. "For fundamental contributions to the theory and practice of computer and communications performance modeling."
- 1997: Тім Бернерс-Лі (США) — англ. "For conceiving and pioneering the World Wide Web."
- 1998: Джек Кейл Вульф (США) — англ. "For fundamental contributions to multi-user communications and applications of coding theory to magnetic data storage devices."
- 1999: Вітфілд Діффі (США), Мартін Геллман (США) та Ральф Меркле (США) — англ. "For the revolutionary invention of public key cryptosystems which form the foundation for privacy, integrity and authentication in modern communication systems."

### 2000-ні
- 2000: Рональд Рівест (США), Аді Шамір (Ізраїль) та Леонард Адлеман (США) — англ. "For the revolutionary invention of the RSA public key cryptosystem which is the first to be widely-adopted."
- 2001: Джон Чефі (США) — англ. "For contributions to the development of asynchronous digital subscriber line technology, supporting theory."
- 2002: Ван Якобсон (США) — англ. "For major contributions to the understanding of network congestion, and the development of congestion control mechanisms, enabling the successful scaling of the Internet."
- 2003: Брюс Хаєк (США) — англ. "For the application of stochastic and probabilistic theory to improved understanding of computer-network behavior, particularly, the modeling and performance optimization of multiple-access channels."
- 2004: не нагороджувались
- 2005: Френк Келі (Велика Британія) — англ. "For contributions to the development of fundamental theories for the understanding, performance evaluation, and enhancement of telecommunications networks."
- 2006: Ніколас Максимчук (США) — англ. "For contributions to Metropolitan and Local Area Networks, reliable multicast and protocol testing."
- 2007: Дональд Тавзлі (США) — англ. "For fundamental contributions to the theory and practice of computers and communication networks."
- 2008: Дон Коперсміт (США) — англ. "For outstanding achievement and ground breaking contributions in computational complexity and the theory and practice of cryptography."
- 2009: Нік МакКеон (США) — англ. "For pioneering contributions to the theory and practice of input-queued switches, their scheduling algorithms, and router buffers."

### 2010-ті
- 2010: Ларі Пітерсон (США) — англ. "For ground-breaking contributions to the design, implementation, and deployment of networked software systems."
- 2011: Томас Річардсон (США) та Рідігер Урбанке (Швейцарія) — англ. "For developing the theory and practice of transmitting data reliably at rates approaching channel capacity."
- 2012: Жак Валранд (США) — англ. "For contributions to the theory and algorithms for high-speed switching and network resource allocation."
- 2013: Томас Андерсон (США) — англ. "For contributions to understanding and improving the performance, reliability, and security of the Internet."
- 2014: Джордж Варкгейс (США) — англ. "For contributions to the field of network algorithmics and its applications to high-speed packet networks."
- 2015: Альберт Ґрінберґ (США) — англ. "For fundamental contributions to large-scale backbone networks and data-center networks."
- 2016: Лендрос Тасіулас (США) — англ. "For contributions to the scheduling and stability analysis of networks."
- 2017: Кеннен Рамчандран (США) — англ. "For pioneering contributions to the theory and practice of distributed source and storage coding."
- 2018: Віктор Багль (США) — англ. "For contributions to broadband wireless systems."
- 2019: Раядургам Срікант (США) — англ. "For contributions to congestion control and scheduling in computer communication networks."

### 2020-ті
- 2020: Баладжі Брабакар (США) — англ. "For contributions to the theory and practice of network algorithms and protocols, in particular Internet routers, data centers, and selfprogramming networks."
- 2021: Харі Балакрішнан (США) — англ. "For broad contributions to computer networking and mobile and wireless systems."
- 2022: Муріель Мідерд (США) — англ. "For contributions to the theory and practice of network coding, optical networks, and wireless communications."